# Lough Melvin SAC
Lough Melvin SAC este o arie protejată (arie specială de conservare — SAC, sit de importanță comunitară — SCI) din Irlanda întinsă pe o suprafață de 2.258,42 ha, integral pe uscat.

## Localizare
Centrul sitului Lough Melvin SAC este situat la coordonatele 54°25′59″N 8°11′05″W / 54.433043°N 8.184708°V.

## Înființare
Situl Lough Melvin SAC a fost declarat sit de importanță comunitară în decembrie 1999 pentru a proteja 3 specii de animale. Situl a fost protejat și ca arie specială de conservare în octombrie 2021.

## Biodiversitate
Situată în ecoregiunea atlantică, aria protejată conține 2 habitate naturale: Ape stătătoare oligotrofe până la mezotrofe, cu vegetație de Littorelletea uniflorae și/sau de Isoëto-Nanojuncetea, Pajiști cu Molinia pe soluri calcaroase, turboase sau argilos-nămoloase (Molinion caeruleae).
La baza desemnării sitului se află mai multe specii protejate:
- păsări (1): rața moțată (Aythya fuligula)
- mamifere (1): vidră de râu (Lutra lutra)
- pești (1): somonul (Salmo salar)

Pe lângă speciile protejate, pe teritoriul sitului au mai fost identificate 2 specii de plante, 1 specie de mamifere, 2 specii de pești.